# Murad Bey
Murad Bey Mohammed (c. 1750
-22 de abril de 1801) fue un bey mameluco egipcio, comandante de caballería y gobernador conjunto de Egipto con Ibrahim Bey. A menudo se le recuerda como un gobernante cruel y extorsivo, pero como un luchador valeroso y enérgico.

## Biografía
Aunque la mayoría de los historiadores georgianos afirman que Murad era de origen georgiano y nació en Tiflis, varios otros creen que era circasiano. En 1768 fue vendido al (circasiano) mameluco Muhammad Bey Abu'dh Dhahab en Egipto.
Después de la muerte de su maestro Muhammad Bey Abu al-Dhahab, Murad Bey estaba al mando del ejército mameluco, mientras que Ibrahim Bey estaba a cargo de los deberes administrativos de Egipto. Sobrevivieron pese a los persistentes intentos otomanos de derrocar al régimen mameluco y las luchas civiles. Ocasionalmente sirvieron como kaymakams (gobernadores interinos) en Egipto, aunque efectivamente mantuvieron el poder de facto durante décadas, incluso sobre el gobernador otomano designado de Egipto.
En 1786, el sultán otomano Abdülhamid I envió al Kapudan Pasha (gran almirante de la Armada Otomana) Cezayirli Gazi Hasan Pasha para expulsar a Ibrahim y Murad Bey. Hasan Pasha fue ferviente y completo en sus esfuerzos y tuvo éxito a corto plazo, restableciendo el control directo del Imperio otomano sobre Egipto. Ismail Bey fue nombrado nuevo líder mameluco y Shaykh al-Balad (gobernador civil y gobernante de facto). Sin embargo, en 1791, solo cinco años después de su expulsión por parte de Hasan Pasha, el duumvirato regresó a El Cairo y se escondió en el sur de Egipto y recuperó el control de facto. En este momento, Murad Bey sirvió como Amir al-Hajj (Comandante del Hajj).
En 1798 durante la invasión francesa dirigió a la caballería mameluca y la infantería de Jenízaros en la batalla de Shubra Khit el 13 de julio de 1798, pero fue derrotado por la Grande Armée y se retiró de la lucha. Ocho días después, el 21 de julio, mandó a la caballería mameluca durante la Batalla de las Pirámides, junto a Ibrahim Bey, y fue derrotado a manos de los ejércitos de Napoleón. Mientras Ibrahim Bey huyó hacia el Sinaí, Murad huyó primero a El Cairo y luego al Alto Egipto donde organizó una breve campaña de guerrilleros que detuvo a Desaix durante un año. Fue mientras perseguían a Murad Bey en el Alto Egipto cuando los franceses descubrieron los monumentos en Dendera, Tebas, Edfu y Philae.
Según informes, Murad habría ofrecido dinero a las fuerzas francesas para salir de Egipto y se había ofrecido a aliarse con los británicos a cambio de permitir que estos ocuparan Alejandría, Damieta y Rosetta. En 1800, Murad hizo las paces con Jean Baptiste Kléber y accedió a la guarnición de El Cairo, pero murió de peste bubónica en su viaje allí.